# 佐々木大輔 (競馬)
佐々木 大輔（ささき だいすけ、2003年11月24日 - ）は、日本中央競馬会 (JRA)美浦トレーニングセンター所属の騎手である。父はエルコンドルパサーやナカヤマフェスタ、ディーマジェスティなどを担当した調教助手の佐々木幸二。

## 来歴
茨城県稲敷郡美浦村で生まれ育つ。友人が競馬ゲームに熱中していたことで競馬に興味を持ち、父が担当していたナカヤマナイトが出走するということで自分から競馬場に連れて行ってほしいと頼んだ2012年の天皇賞（秋）（勝ち馬：エイシンフラッシュ、勝利騎手：ミルコ・デムーロ）を生で見たことで騎手を志して、小学4年生から乗馬を始めると、美浦トレセンの乗馬苑や常総ホースパークで練習を重ねていた。
2018年、競馬学校騎手課程第38期に合格。同期には今村聖奈、大久保友雅、川端海翼、土田真翔、角田大河、西塚洸二、鷲頭虎太らがいる。
2022年3月、美浦・菊川正達厩舎から騎手デビュー。同月5日の中山競馬第2競走（3歳未勝利）のカシノハートフルが初騎乗で14着。同年4月10日の中山競馬第7競走（4歳上1勝クラス）をスイートカルデアに騎乗してデビュー22戦目で初勝利。22年のルーキーでは角田大河騎手、今村聖奈騎手、西塚洸二騎手に続き4人目の勝ち上がりとなった。同年10月29日、東京競馬11R・アルテミスステークスにコウセイマリアで重賞競走初騎乗（8着）。同期で関東の新人騎手として最初の重賞騎乗を遂げ、騎乗数も関東新人トップの270を超えたことや今後更なる活躍が期待できる点を高く評価され、顕著な成績を残した関東の新人騎手に贈られる民放競馬記者クラブ賞を西塚と共に受賞。
2023年4月22日、福島競馬第10競走・尾瀬特別でヴィブラフォン（美浦・高木登厩舎）に騎乗して見習騎手の減量特典がない特別戦初勝利。同年5月6日には、新潟競馬第10競走・荒川峡特別をファンタジア(美浦・堀宣行厩舎)で、5月13日には、新潟競馬第10競走・三国特別をスタニングスター(美浦・田村康仁厩舎)で立て続けに勝利し、2週連続の特別戦勝利となった。6・7月期の函館2開催（1回函館・2回函館）で18勝を挙げ、函館リーディング騎手を獲得した。19歳での函館リーディングは1984年のグレード制導入後、中舘英二が1985年に記録した20歳を更新する史上最年少記録。12月28日のホープフルステークスでインザモーメントに騎乗し、GI競走初騎乗となる（8着）。この年は最終的に68勝を挙げた。
2024年2月24日、小倉競馬第3競走で騎乗馬が故障して落馬。胸部の負傷のため、以降予定していたその週の騎乗はすべてキャンセルとなった。同月27日に肺気胸の疑いがあったため、精密検査を受けた結果、胸椎骨折が判明し全治2～3か月の見通しと診断され、療養のため一時休業となった。同年5月11日新潟7Rでラテラルシンキングに騎乗し1着となり、1296戦目で現役89人目のJRA通算100勝を達成した。7月13日、第56回函館2歳Sでサトノカルナバルに騎乗し1着となり、16度目の挑戦で重賞初制覇を飾った。同年11月13日、小林勝太が競馬開催期間中に通信機器を不正に使用した事案の調査過程で、佐々木が同年5月4日および同月17日、調整ルーム入室義務期間中に、小林がスマートフォンを使用して他者と通信する場に同席し、同騎手の通信行為に間接的に関わっていた事実が判明した。これらのことは、本会の騎手としてふさわしくない非行があったものと認められるため、日本中央競馬会競馬施行規程第147条第20号により、佐々木を2024年11月14日から同年12月13日まで、30日間の騎乗停止とした。
2025年7月12日、函館競馬7Rでリアルクィーンに騎乗し1着となり、現役59人目となるJRA通算200勝を2306戦目で達成した。

## 人物
- 尊敬する騎手はランフランコ・デットーリ、勝ってみたいレースはサウジカップと国際志向であることがうかがえる。なお、かつての名馬の中で騎乗したい馬は父・幸二が調教を付けていたエルコンドルパサー[20]。
- 趣味はラーメン屋巡り。同じくラーメン好きの父とともに近場から少し遠方まで足を運ぶ[2]。サッカー観戦も趣味としている[20]。
- 好きな芸能人はマツコ・デラックス[20]。
- 特技は幼少期からやっていた書道[2]。
- 菊川調教師からは「ちょっとマジメすぎる」と評されている一方で「もう少し柔軟な発想で色々と吸収していけば、もっともっと成長できると思います」とも付け加えられている[2]。

## 主な騎乗馬
- サトノカルナバル（2024年函館2歳ステークス）[21]
- マジックサンズ（2024年札幌2歳ステークス）
- アルテヴェローチェ（2024年サウジアラビアロイヤルカップ）
- ヴェローチェエラ（2025年函館記念）
- ペリエール（2025年エルムステークス）
- インビンシブルパパ（2025年CBC賞）

## 騎乗成績
概要
|            | 日付           | 競馬場・開催     | 競走名               | 馬名             | 頭数 | 人気 | 着順 |
| ---------- | -------------- | ---------------- | -------------------- | ---------------- | ---- | ---- | ---- |
| 初騎乗     | 2022年3月5日   | 2回中山3日目2R   | 3歳未勝利            | カシノハートフル | 16頭 | 12   | 14   |
| 初勝利     | 2022年4月10日  | 3回中山6日目8R   | 4歳上1勝クラス       | スイートカルデア | 16頭 | 1    | 1    |
| 重賞初騎乗 | 2022年10月29日 | 4回東京8日目11R  | アルテミスステークス | コウセイマリア   | 10頭 | 10   | 8    |
| 重賞初制覇 | 2024年7月13日  | 1回函館11日目11R | 函館2歳ステークス    | サトノカルナバル | 14頭 | 1    | 1    |
| GI初騎乗   | 2023年12月28日 | 5回中山9日目11R  | ホープフルステークス | インザモーメント | 16頭 | 8    | 12   |

出典: JRA日本中央競馬会 騎手名鑑プロフィールより

### 年度別成績
| 年度   | 1着 | 2着 | 3着 | 騎乗数 | 勝率 | 連対率 | 複勝率 | 表彰                 |
| ------ | --- | --- | --- | ------ | ---- | ------ | ------ | -------------------- |
| 2022年 | 9   | 8   | 14  | 273    | .033 | .062   | .114   | 民放競馬記者クラブ賞 |
| 2023年 | 68  | 58  | 72  | 804    | .085 | .157   | .246   |                      |
| 2024年 | 77  | 65  | 76  | 754    | .102 | .188   | .289   |                      |
| 中央   | 154 | 131 | 162 | 1831   | .084 | .156   | .244   |                      |
| 地方   | 3   | 4   | 6   | 40     | .075 | .175   | .325   |                      |

出典: JRA日本中央競馬会 騎手名鑑プロフィール、オッズパーク競馬より